# 巴登-符腾堡足球高级联赛
巴登-符腾堡高级联赛（德語：Fußball-Oberliga Baden-Württemberg）是德国足球联赛系统中的第五级联赛之一和巴登-符腾堡州的最高级别联赛。它设立于1978年，是由北巴登、南巴登及符腾堡足球协会在当时的最优秀球队合组而成，并由这三个足球协会共同直接管理。直至2008年引入德国足球丙级联赛之前，它一直位处联赛体系的第四级。

## 赛制
巴登-符腾堡高级联赛通常包含18支参赛球队。自地区联赛于1994年引入以来，高级联赛的冠军可以直接升入南部地区联赛（2012年后为西南地区联赛）。而在此之前，高级联赛冠军则需要参加乙级联赛的升级附加赛。
位居积分榜最后三席的球队需要分别降至巴登足协联赛、南巴登足协联赛或符腾堡足协联赛。对应于每一支从地区联赛降级至巴登-符腾堡高级联赛的球队，会有多一支高级联赛球队被降入足协联赛；然而假设有三支或四支地区联赛降级队，从高级联赛降级的球队亦不可超过五支。在此情况下，联赛将会有一年时间是由19或20支球队参与角逐。
巴登足协联赛、南巴登足协联赛和符腾堡足协联赛的冠军可以直接升入巴登-符腾堡高级联赛。巴登两个足协联赛的亚军则需参加由彼此对阵的升级附加赛，胜者再与符腾堡足协联赛的亚军进行主、客场两回合制的比赛，以决出第四个升级名额。巴登-符腾堡高级联赛的升级规则是独立于可能的地区联赛降级队，因此恒定会有四支球队从协会联赛升级。

## 历史

### 既往史
巴登-符腾堡高级联赛于1978年设立。在此之前，巴登-符腾堡州共有北符腾堡、黑森林-博登湖、南巴登和北巴登这四个业余联赛，从而组成乙级联赛南区的下层结构。然而经过事实证明，由于与乙级联赛等级的水平差异过大，尤其是四个业余联赛仅设1个升级名额并只有最初的两支升级者参加乙级联赛，罗伊特林根05和施文宁根07都仅在一年后便再度降级。业余联赛从而作为引入新赛事的一部分被重命名为“协会联赛”。
对于新成立的高级联赛，其参赛名额会被授予巴登-符腾堡州四个业余联赛中各自排名最佳的5支球队。
巴登-符腾堡高级联赛的20支创始球队最终为：
- 来自北符腾堡业余联赛：乌尔姆1846、格平根（德语：SV Göppingen）、路德维希堡（德语：SpVgg 07 Ludwigsburg）、艾斯林根（德语：1. FC Eislingen）、海登海姆
- 来自黑森林-博登湖业余联赛：罗伊特林根05、比伯拉赫（德语：FV Biberach）、阿尔布斯塔特（德语：FC 07 Albstadt）、拉芬斯堡（德语：FV Ravensburg）、腓特烈港（德语：VfB Friedrichshafen）
- 来自北巴登业余联赛：韦因海姆（德语：TSG Weinheim）、桑德豪森、普福尔茨海姆（德语：1. FC Pforzheim）、曼海姆、内卡格拉赫（德语：SV Neckargerach）
- 来自南巴登业余联赛：拉施塔特04（德语：FC Rastatt 04）、菲林根（德语：FC 08 Villingen）、库彭海姆（德语：SV Kuppenheim）、康斯坦茨（德语：DJK Konstanz）、奥芬堡（德语：Offenburger FV）

### 成立初期
巴登-符腾堡高级联赛的首个赛季在1978年8月拉开帷幕。在首个赛季中，共有20支球队争夺一个直接升入乙级联赛南区的资格。最终，乌尔姆1846以领先第二名4分的优势夺得首届高级联赛冠军。而为了将参赛球队减少至预期的18支，首个赛季需要有6支球队降级。初始赛季的观众热情超出预期。平均每一场赛事的入场观众均超过1500人，这一数字迄今未能被超越。
在接下来的赛季中，斯图加特业余队以升班马的身份首次夺得冠军。然而，由于斯图加特本身已位处德甲联赛，故作为其预备队的业余队无法获得升入乙级联赛的资格，其升级名额由高级联赛亚军埃平根入替。埃平根同样是以升班马身份实现了从协会联赛至乙级联赛的两连跳。作为回报，斯图加特业余队取代埃平根参加了德国业余足球锦标赛，并通过在决赛以2比1战胜奥格斯堡后，继1963年以来第二度加冕德国业余冠军。
随着乙级联赛开始实施单轨制（由南、北两区合并为单一赛区），在1980-81赛季德乙不设升级名额。高级联赛冠军桑德豪森因此没有办法升入德乙。随后，南部地区联赛将提供两个升级名额，由巴登-符腾堡高级联赛、巴伐利亚高级联赛、黑森高级联赛和西南高级联赛的冠军通过参加升级附加赛产生。
1988-89赛季的高级联赛是历史上最激动人心的一届赛事。在赛季结束后，罗伊特林根05和普福尔茨海姆双双以50:18的积分及41个净胜球并列积分榜首，因此根据当时的规则，需要通过一场附加赛来决出冠军。比赛的胜者属于罗伊特林根05——继在常规赛季的主、客场实现对普福尔茨海姆的双杀后，他们又在海尔布隆弗兰肯体育场的13000名观众面前以3比1再度战胜对手。
在接下来的赛季中，再次出现了有两支球队以相同积分占据积分榜前两位的情况，但这一次的冠军卡尔斯鲁厄业余队，阵中拥有后来的国家队成员奥利弗·卡恩和梅赫梅特·绍尔，能够以3个净胜球的优势力压亚军罗伊特林根05。由于卡尔斯鲁厄业余队没有升级资格，罗伊特林根05得以再度参加升级附加赛，但仍铩羽而归。

### 作为地区联赛下级的高级联赛
1993年，德国足协决定重新引入地区联赛，作为乙级联赛和高级联赛之间的第三级赛事，并自1994-95赛季起实施。在德国南部，对于新成立联赛的参赛资格是计算近三年的评分，其中1991-92赛季的排名计单倍分，1992-93赛季计双倍分以及1993-94赛季计三倍分，计分最优的六支球队将入围参加地区联赛。但由于斯图加特踢球者在1993-94赛季结束后从德乙降级，使得最终只有乌尔姆1846、罗伊特林根05、曼海姆、迪钦根和路德维希堡这五支高级联赛球队得以参加首个赛季的地区联赛。
随着自2008-09赛季起设立新的丙级联赛，以及将地区联赛拆分为更多的赛区，使得巴登-符腾堡高级联赛在2007-08赛季后增加了一个升入南部地区联赛的名额（弗赖堡二队、乌尔姆1846、瓦德霍夫曼海姆及海登海姆）。此外从高级联赛降入足协联赛的名额也减少至两个（施维贝尔丁根和林克斯）。而为了使高级联赛在2008-09赛季能够保持18支球队的参赛规模，从巴登、南巴登和符腾堡这三个下级的足协联赛将会产生总共六个升级名额。它们分别是直接升级的巴登（杜拉赫）及南巴登足协联赛冠军（奥芬堡），以及符腾堡足协联赛的积分榜前两位（巴林根和奥/伊莱尔）。剩余的两个名额则由南巴登亚军（凯尔）、巴登亚军（阿米奇蒂亚菲尔恩海姆）以及符腾堡季军伊莱尔蒂森之间决出。这三支球队参加了一个单循环附加赛，各取得一次主、客场胜利并同积3分。通过比较净胜球，伊莱尔蒂森（5:4）和凯尔（5:5）获得升级，而阿米奇蒂亚菲尔恩海姆（3:4）则遭到淘汰。

## 冠军及升级
巴登-符腾堡高级联赛最为成功的球队是曾八次夺冠的乌尔姆1846，其次是曾六次夺冠的桑德豪森。尽管曾六次夺冠，但桑德豪森只有两次升入南部地区联赛的经历。1985年和1987年，这支北巴登球队在与来自黑森和巴伐利亚代表共同角逐的德乙升级附加赛中失败；1981年则是由于乙级联赛开始实施单轨制而不设升级名额，类似的情况也发生在2000年开始实施双轨制的地区联赛之中。
其它的球队，像是1979-80赛季的埃平根和2000-01赛季的霍芬海姆1899，都是直接完成两连跳。埃平根是在1980年以亚军身份直接升入乙级联赛南区，因为当时的冠军斯图加特业余队不具备升级资格。然而对于埃平根而言，其升级的喜悦仅持续了很短一段时间。在直接从乙级联赛降级后，它们于1981-82赛季再次完成两连跳，但却是朝着相反的方向。同样以亚军身份升级的还有1998年升入地区联赛的普富伦多夫，在当时的升级附加赛中，它们顺利淘汰了黑森高级联赛的亚军贝恩巴赫和巴伐利亚高级联赛的亚军泉源菲尔特。
直接升入乙级联赛的除了埃平根外，仅有八届冠军乌尔姆1846于1979年、1983年和1986年实现过。直到2012年，才再有桑德豪森和阿伦挺进乙级联赛。海登海姆也在两年后跟进。
| 排名 | 球队               | 高级联赛冠军 |
| ---- | ------------------ | ------------ |
| 1    | 乌尔姆1846         | 8            |
| 2    | 桑德豪森           | 6            |
| 3    | 罗伊特林根05       | 3            |
|      | 斯图加特业余队     | 3            |
|      | 卡尔斯鲁厄业余队   | 3            |
| 6    | 弗赖堡FC           | 1            |
|      | 韦因海姆           | 1            |
|      | 普福尔茨海姆       | 1            |
|      | 基希海姆/泰克      | 1            |
|      | 阿伦               | 1            |
|      | 霍芬海姆1899       | 1            |
|      | 普富伦多夫         | 1            |
|      | 诺廷根             | 1            |
|      | 弗赖堡二队         | 1            |
|      | 索嫩霍夫大阿斯帕赫 | 1            |
|      | 霍芬海姆二队       | 1            |
|      | 瓦德霍夫曼海姆     | 1            |
|      | 内卡艾尔兹         | 1            |
|      | 阿斯多里亚瓦尔多夫 | 1            |
|      | 斯皮尔贝格         | 1            |